# مدول (ریاضیات)

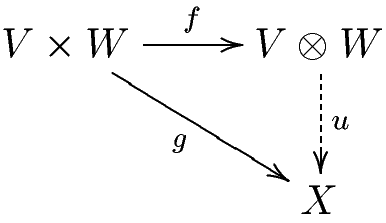
نمودار جابجایی، ویژگی جهانی حاصلضرب تانسور را نشان می دهد

یک مدول (به انگلیسی: module) در ریاضیات، یک ساختارهای بنیادی جبری است که در جبر مجرد از آن استفاده می‌شود. یک مدول بر روی یک حلقه تعمیمی از مفهوم فضای برداری بر روی یک میدان است، که  در آن عناصر نرده‌ای، عضوی از یک حلقه هستند و عملیات ضرب نرده‌ای بین عناصر حلقه و عناصر مدول تعریف می‌شود. مدولی که نرده‌ای‌های خود را از یک حلقه مثل R انتخاب می‌کند را یک R-مدول می‌نامند. 
یک مدول، مانند یک فضای برداری، یک گروه آبلی جمعی می‌باشد، ضرب نرده‌ای روی عملیات جمع بین عناصر حلقه یا مدول توزیع‌پذیر است، و با ضرب حلقه‌ای سازگار است. 
مدول‌ها با نظریه نمایش گروه‌ها بسیار مرتبط هستند. آن‌ها یکی از مفاهیم اصلی در جبر جابجایی و جبر همولوژی هستند و به صورت گسترده در هندسه جبری و توپولوژی جبری از آن‌ها استفاده می‌شود. 

## معرفی و تعریف

### انگیزه
در یک فضای برداری، مجموعه اسکالرها یک میدان است و توسط ضرب اسکالری، روی بردارها اعمال می‌شود، این عمل تحت اصول موضوعه‌ای مثل قانون توزیع‌پذیری انجام می‌شود. در یک مدول، تنها نیاز است که اسکالرها، حلقه باشند، بنابراین مفهوم مدول تعمیم عمده‌ای از فضاهای برداری است. در جبر جابجایی، هم ایده‌آل‌ها و هم حلقه‌های خارج‌قسمتی مدول هستند، بنابراین بسیاری از استدلال‌ها در مورد ایده‌آل‌ها و حلقه‌های خارج‌قسمتی را می‌توان با هم ترکیب کرده و یک استدلال منفرد مدولی درباره آن‌ها انجام داد. در جبر ناجابجایی تفاوت بین ایده‌آل‌های چپ، ایده‌آل‌ها و مدول‌ها شدت می‌یابد، گرچه در آن صورت هم می‌توان برخی از شرایط نظریه-حلقه‌ای را برای ایده‌آل چپ یا مدول چپ بیان کرد. 
بیشتر نظریه مدول‌ها شامل گسترش خواص مطلوب فضاهای برداری به حیطه یک مدول‌ها روی یک حلقه‌ "خوش-رفتار" (مثل حوزه ایده‌آل اصلی) است. با این حال، مدول‌ها می‌توانند بسیار پیچیده‌تر از فضاهای برداری باشند؛ به عنوان مثال، تمام مدول‌ها پایه ندارند، و حتی آن‌هایی که پایه دارند، یعنی مدول‌های آزاد، در صورتی که حلقه زمینه‌شان شرط ناوردا بودن عدد پایه را برآورده نکند، الزامی به داشتن یک رتبه واحد ندارند، درحالیکه فضاهای برداری اینگونه نیستند و همیشه پایه دارند (ممکن است این پایه بی‌نهایت عضوی باشد) و در آنجا کاردینالیتی این پایه همیشه یکتاست (دو ادعای اخیر در حالت کلی نیازمند اصل انتخاب اند، اما در حالت فضاهای متناهی بعدی یا فضاهای خوش-رفتار بی‌نهایت بعدی مثل فضاهای {\displaystyle L^{p}} به اصل انتخاب نیازی نیست.).

### تعریف صوری
فرض کنید {\displaystyle R} یک حلقه باشد و {\displaystyle 1} همانی ضربی‌اش باشد. یک {\displaystyle R}-مدول چپ {\displaystyle M} شامل گروه آبلی {\displaystyle (M,+)} و یک عملگر {\displaystyle \cdot \colon R\times M\rightarrow M} است به گونه‌ای که برای تمام {\displaystyle r,s}، در {\displaystyle R} و {\displaystyle x,y} در {\displaystyle M} داشته باشیم:
1. {\displaystyle r\cdot (x+y)=r\cdot x+r\cdot y}
2. {\displaystyle (r+s)\cdot x=r\cdot x+s\cdot x}
3. {\displaystyle (rs)\cdot x=r\cdot (s\cdot x)}
4. {\displaystyle 1\cdot x=x}

به عمل «⋅» ضرب اسکالر گویند، و اکثرا آن را ذکر نمی‌کنند، اما در این مقاله ما از آن استفاده می‌کنیم و کنار هم قرارگیری برای ضرب در R را حفظ می‌کنیم. می‌توان از نمادگذاری RM استفاده کرد تا تاکید کرد که M یک R-مدول چپ است. یک R-مدول راست یا MR نیز به طور مشابه تعریف می‌شود، یعنی به شکل عملیات ⋅ : M × R → M تعریف می‌شود.
مؤلفانی که وجود عضو همانی حلقه را الزامی نمی‌دانند، شرط ۴ را از شرایط فوق حذف می‌کنند، و ساختار تعریف شده در بالا را "R-مدول چپ یک‌دار" می‌نامند. در این مقاله، سازگار با  واژه‌نامه نظریه حلقه‌ها، فرض می‌شود که همه حلقه‌ها و مدول‌ها یک‌دار هستند.
یک دومدول-''(R,S)'' (به انگلیسی: bimodule)، یک گروه آبلی همراه با یک ضرب نرده‌ای چپ ⋅ در عناصر R و یک ضرب نرده‌ای راست * در عناصر S است که آن را به صورت همزمان یک مدول-R چپی و یک مدول-S راستی می‌کند، این باید شرط اضافه {\displaystyle (r\cdot x)\ast s=r\cdot (x\ast s)} را برای همه r در R، و x در M، و s در S برآورده کند. 
اگر R جابجایی باشد، آنگاه R-مدول‌های چپ مشابه با R-مدول‌های راست هستند و برای راحتی کار به هر دو R-مدول می‌گویند.

## مثال‌ها
- اگر K یک میدان باشد، آنوقت فضاهای برداری-K (یا فضاهای برداری روی K) و K-مدول‌ها با هم معادل هستند.
- اگر K یک میدان باشد، و K[x] یک حلقه چندجمله‌ای تک‌متغیره باشد، آنوقت K[x]-مدول M یک K-مدول با یک عمل اضافه x روی M است که با عمل K روی M قابل‌جابجایی است. به زبان دیگر یک K[x]-مدول یک K-فضای برداری M همراه با یک نگاشت خطی از M به M است. با اعمال قضیه ساختار برای مدول‌های متناهی تولیدشده روی یک دامنه ایده‌آل اصلی به این مثال، موجودیت حالت‌های گویا و حالت جردن کانونی نشان داده می‌شود.
- مفهوم یک Z-مدول با مفهوم گروه آبلی سازگاری دارد. یعنی به روشی یکتا، هر گروه آبلی، یک مدول روی حلقه اعداد صحیح Z است. برای n > 0 فرض کنید n ⋅ x = x + x + ... + x (n جمع‌وند)، 0 ⋅ x = 0 و (−n) ⋅ x = −(n ⋅ x) باشد. نیازی نیست که این مدول یک پایه داشته باشد-گروه‌های شامل عناصر تابی لزومی به وجود پایه ندارند. (برای مثال، در گروه اعداد صحیح در پیمانه 3، نمی‌توان حتی یک عنصر یافت که تعریف مجموعه خطی مستقل را برآورده کند، زیرا وقتیکه یک عدد صحیح مثل 3 یا 6 یک عنصر را تقسیم می‌کند، نتیجه برابر 0 است. با‌این‌حال، اگر یک میدان متناهی که آن را حلقه می‌دانیم، یک مدول درنظرگرفته شود، یک فضای برداری است و پایه ندارد.)